# Ptilodexia vittigera
Ptilodexia vittigera är en tvåvingeart som beskrevs av Charles Howard Curran 1934. Ptilodexia vittigera ingår i släktet Ptilodexia och familjen parasitflugor.
Artens utbredningsområde är Guyana. Inga underarter finns listade i Catalogue of Life.